# تشنوی
تشنوی روستایی است در شهرستان کوهرنگ، بخش بازفت، استان چهارمحال و بختیاری.